# النخاس (كتاب)
رواية النخّاس  من تأليف الروائي التونسي المتميز صلاح الدين بوجاه وإحدى أفضل مئة رواية عربية. ومحاولة إعادة تشكيله في ضوء معطيات جمالية وأسلوبية ودلالية تعبر عن التراسل بين الماضي والحاضر.